# Neurotizismus
Neurotizismus (abgeleitet von Neurose) ist in der Psychologie eine der fünf Hauptdimensionen der Persönlichkeit und wird in der Differentiellen und Persönlichkeitspsychologie untersucht.

## Beschreibung
Der Begriff und das Konzept gehen auf den Psychologen Hans Jürgen Eysenck zurück. Ein alternativer Begriff im Zusammenhang mit der Eysenckschen Theorie ist Emotionale Labilität.
Bei Menschen mit hohem Neurotizismuswert finden sich oft folgende Eigenschaften und Verhaltensweisen:
- Neigung zu Nervosität
- Reizbarkeit, Launenhaftigkeit
- Neigung zu Unsicherheit und Verlegenheit
- Klagen über Ärger und Ängste
- Klagen über körperliche Schmerzen (Kopfschmerzen, Magenbeschwerden, Schwindelanfälle etc.)
- Neigung zu Traurigkeit und Melancholie
- Sehr sensibel auf Stress reagierend
- Eher negative Affektlage
- Dauerhafte Unzufriedenheit

## Theoretischer Hintergrund
Eysenck konstruierte seine Persönlichkeitsdimensionen mittels einer Faktorenanalyse. Allen Persönlichkeitsmerkmalen liegt laut Theorie zugrunde, dass sie relativ stabil, konsistent und zeitlich überdauernd sind. Der Faktor Neurotizismus lässt sich laut Eysenck in die Dimensionen Labilität-Stabilität aufteilen. Er weist faktorenanalytisch enge Zusammenhänge mit den damals verwendeten Begriffen „schlecht organisierte Persönlichkeit“, „abhängig“ oder „abnormal vor der Krankheit“ auf. Eysenck bezeichnete ihn auch als „Fehlen von Persönlichkeitsintegration“.
Eysenck sah den Ursprung in Unterschieden zwischen Individuen hinsichtlich der autonomen physiologischen Erregung. Demnach reagieren Persönlichkeiten mit hohen Neurotizismuswerten stärker auf angst- und stresserregende Situationen als emotional stabile Individuen. Zudem benötigen sie nach derartiger Erregung länger, um wieder in ihren Ursprungszustand zurückzukehren. Als Erklärung diente Eysenck das limbische System, das unter anderem für die Verarbeitung von Emotionen zuständig ist. Neurotizistisches Verhalten ist damit das Ergebnis einer starken Reaktion des limbischen Systems auf externe Reize. Damit kommt es bei Personen mit hohem Neurotizismuswert öfter zu Neurosen, weil externe Reize stärker emotional kodiert und damit konditioniert werden.
Neurotizismus bildet zusammen mit Extraversion, Verträglichkeit, Offenheit und Gewissenhaftigkeit die sogenannten „Big Five“ der Persönlichkeitseigenschaften. Der Neurotizismuswert wird meist zusammen mit anderen Persönlichkeitsmerkmalen durch psychologische Fragebogenverfahren (Tests) erfasst. Solche umfassenderen Tests sind z. B. der 566 Fragen umfassende MMPI-Persönlichkeitsfragebogen (Minnesota Multiphasic Personality Inventory) oder der NEO-FFI.
Aktuellere Persönlichkeitsforschung legt nahe, Neurotizismus in die Teilaspekte „Rückzug“ und „Flüchtigkeit“ aufzuteilen, um ein Modell mit höherer Trennschärfe als die Big Five zu erhalten.

## Zusammenhang mit Erkrankungen
Neurotizismus unterliegt, wie auch andere Persönlichkeitsmerkmale, mäßigen bis substanziellen Einflüssen durch Vererbung. Zwillingsstudien haben gezeigt, dass sowohl die Neurotizismus-Werte als auch unipolare Depression (major depressive disorder) in einem ähnlichen Umfang erblich sind, nämlich zu 40 bis 50 Prozent. Ebenso ist Neurotizismus ein Risikofaktor für Dysphorie, Angststörungen und Angespanntheit. Es konnte gezeigt werden, dass sehr hohe prämorbide Neurotizismus-Werte das spätere Eintreten einer Depression zuverlässig voraussagen. Daher wird vermutet, dass Neurotizismus und Depression zumindest teilweise durch gemeinsame Genvarianten verursacht werden.